# Tre piccole pesti (film 1952)
Tre piccole pesti (Triplet Trouble) è un film del 1952 diretto da William Hanna e Joseph Barbera. Il film è il sessantasettesimo cortometraggio della serie Tom & Jerry, distribuito il 19 aprile del 1952 dalla Metro-Goldwyn-Mayer.

## Trama
Mammy Due Scarpe decide di adottare tre gattini apparentemente innocui, ma in realtà i cuccioli si dimostrano dei perfidi discoli con Tom. Mammy non se ne avvede e minaccia Tom di scacciarlo di casa se farà del male ai gattini, mentre lei va a comprare del latte. Di conseguenza sia Tom che Jerry sono costretti a sopportare le loro monellerie, così i due decidono di collaborare per dare ai gattini una lezione. Mentre Jerry distrae i cuccioli, Tom si prepara a "volare" mediante un carrello, dove tiene tre torte alla marmellata e un'anguria, che lancia ai gattini. Alla fine Tom riesce a catturare i gattini e a farli finire su uno stendibiancheria girevole, dopodiché Jerry comincia a sculacciarli con un battipanni mentre Tom li traveste da angioletti. Quando Mammy Due Scarpe torna a casa con il latte, sente un rumore provenire da una finestra e va ad affacciarsi, scoprendo che quel rumore è causato da Jerry che sta sculacciando ripetutamente i gattini, travestiti da angioletti, i cui fondoschiena sono diventati rossi.